# Cocambre
Cocambre,, en néerlandais Koekamer est un hameau des provinces de Province de Flandre-Orientale et Hainaut, en Belgique qui fait partie des communes de Renaix, Markedal et Ellezelles. 

## Histoire
Avant la fixation de la frontière linguistique il faisait en plus grande partie d'Ellezelles mais le hameau fut finalement rattaché presque entièrement à Renaix pour éviter qu'Ellezelles ne devienne une 'commune à facilité',.